# Programme grande école
Pour les articles homonymes, voir PGE.
Ne doit pas être confondu avec Master in Management.
Le programme grande école (PGE), ou Master in Management (MiM), est un cursus de formation de l'enseignement supérieur d’une durée de trois ans, proposée par une quarantaine d'écoles supérieures de commerce spécialement habilitées et évaluées par la Commission d’évaluation des formations et diplômes de gestion (CEFDG). Il délivre un diplôme valant grade de master, associé au niveau 7 du répertoire national des certifications professionnelles.
Il ne doit pas être confondu avec son homologue anglo-saxon, le Master in Management, un diplôme comprenant un à deux ans de cours de niveau universitaire en administration des affaires, alors qu'un PGE se déroule généralement en trois ans.
En 2022, la Commission d'évaluation des formations et diplômes de gestion recense 83 programmes grande école habilités et évalués parmi 184 formations diplômantes (PGE et autres cursus),. Ils figurent généralement parmi les Master in Management dans des classements français et internationaux, dont celui édité annuellement par le Financial Times,.
Selon le sociologue Pierre-Michel Menger, il s'agit du diplôme « le plus prestigieux » de la formation initiale en management et gestion en France, délivré par des grandes écoles qui forment un oligopole « fermé et fortement hiérarchisé » de trente à quarante écoles.

## Historique
En 1991, l'École supérieure de commerce de Lille, aujourd'hui Skema Business School, est la première à ouvrir son programme grande école en formation continue.
En 2002, la réforme licence-master-doctorat permet aux grandes écoles, dont les écoles supérieures de commerce, de délivrer un grade de master au nom de l'État, en même temps qu'un PGE y ouvrant droit. Selon la sociologue Marianne Blanchard, cette réforme aurait participé « à la privatisation de l’enseignement supérieur et à l’affaiblissement de l’université », supprimant leur monopole sur la collation des grades universitaires en France. Une commission chargée d'évaluer les écoles de commerce qui souhaitent obtenir le grade est créée : la Commission d’évaluation des formations et diplômes de gestion. Un cahier des charges définissant les critères pris en compte lors de l'examen d'une demande visant à ce qu'un diplôme confère le grade universitaire de master est publié en 2014 et actualisé en 2020.
Au cours des années 2010, les écoles supérieures de commerce (ESC) connaissent une croissance particulièrement rapide, s'étant insérées dans une logique de croissance dès les années 1980. Elles augmentent les effectifs de leur programme de formation historique, alors appelé « programme Grande École » ou PGE, et développent de nouveaux programmes. Le PGE constitue le premier levier de croissance de ces écoles selon la sociologue Marianne Blanchard.

## Admission
Pour leur PGE, les écoles supérieures de commerce recrutent leurs étudiants au sein des classes préparatoires économique et commerciale d'une durée de deux ans, anciennement « prépas HEC » ou EC et dont les premières ont été créées en 1920,,. Les élèves ont été préalablement sélectionnés après le baccalauréat selon leur « valeur scolaire » par les lycées proposant ces classes préparatoires,. Durant l'année universitaire 2015-2016, plus de 20 000 étudiants étaient inscrits au sein de celles-ci.
Les étudiants sont ensuite distribués hiérarchiquement entre les différentes écoles, alors recrutés sur concours commun, ou banques communes:
- le concours BCE, ou « Banque commune d'épreuves », donnant accès aux PGE de 18 écoles supérieures de commerce telles que HEC Paris, l'ESSEC, l'ESCP, l'EDHEC, l'EM Lyon ou encore Grenoble École de management ;
- le concours Ecricome, donnant accès aux PGE de cinq écoles supérieures de commerce, dont Neoma Business School, Kedge, Rennes School of Business, Montpellier Business School et l'EM Strasbourg.

En 2020, 10 232 élèves de classes préparatoires économique et commerciale étaient inscrits aux concours BCE et Ecricome permettant d'accéder à un programme grande école (hors admissions parallèles et post-bac). Quant au concours BCE, celui-ci comptait 8 842 candidats, dont 2 214 boursiers, pour 5 591 places ouvertes en 2023.
Le mode de recrutement par admissions parallèles – destinés à des étudiants déjà diplômés de l'enseignement supérieur et n'ayant pas suivi de classe préparatoire – reste particulièrement marginal jusqu'aux années 1980. Les candidats recrutés par cette voie ne représentaient que 8 % des admis dans les écoles supérieures de commerce hors Paris en 1980. Ce mode de recrutement connaîtra une croissance rapide dès les années 1990 et davantage en 2000.

## Débouchés
En 2018, 77,7 % des diplômés 2018 d'un PGE d'une école supérieure de commerce sont en activité professionnelle, taux cinq points plus élevé que le taux d'activité des écoles d'ingénieurs la même année, selon une enquête d'insertion publiée par la Conférence des grandes écoles (CGE). Ces conditions d'insertion professionnelle (rapidité à décrocher un premier emploi, salaire, part de CDI...) sont généralement jugées particulièrement favorables,,.